# Блуминг Гроув (Тексас)
Блуминг Гроув (енгл. Blooming Grove) град је у америчкој савезној држави Тексас. По попису становништва из 2010. у њему је живело 821 становника.

## Демографија
Према попису становништва из 2010. у граду је живело 821 становника, што је 12 (1,4%) становника мање него 2000. године.
| Група             | 2000.       | 2010.       |
| Белци             | 746 (89,6%) | 747 (91,0%) |
| Афроамериканци    | 44 (5,3%)   | 31 (3,8%)   |
| Азијати           | 0 (0,0%)    | 3 (0,4%)    |
| Хиспаноамериканци | 36 (4,3%)   | 28 (3,4%)   |
| Укупно            | 833         | 821         |